# ぺこ&りゅうちぇる
ぺこ&りゅうちぇる（ぺこアンドりゅうちぇる）は、女性モデル・タレントのぺこ（オクヒラテツコ）と男性モデル・タレントのりゅうちぇる（ひがりゅうじ）のペア。
2016年12月31日、結婚を発表。2022年8月25日に離婚を発表。

## 略歴
- 2014年5月、アルバイトとして二人が働いていた原宿のアパレルショップ「SUPER WEGO」にて出会う[1]。
- 2014年7月、りゅうちぇるがぺこをディズニーランドに誘う。そこでりゅうちぇるがシンデレラ城の前で「僕と付き合ってくれるなら、このティアラを受け取ってください」と告白し、二人の交際が始まる[1][3]。
- 2016年12月31日、結婚を発表する。この時同月28日にすでに入籍を済ませていた[1][4]。
- 2017年7月2日放送分の新婚さんいらっしゃい!芸能人SPに出演した。9月、結婚式を挙げる。女装タレントのぺえやレスリング選手の吉田沙保里など100名以上が出席した[4]。
- 2018年7月11日、二人が22歳の時に第一子が生まれる。名前はリンク[5]
- 2022年8月25日に離婚を発表。
- 2023年7月12日、りゅうちぇるが東京都渋谷区の事務所で死去。自殺とみられている。[6]

## 雑誌
- たまごクラブ（2018年5月号 - 2018年4月15日、ベネッセコーポレーション） - 表紙・インタビュー[7]
- ひよこクラブ（2020年12月号 - 2020年11月15日、ベネッセコーポレーション）- 連載[8]